# Ramularia plantaginis
Ramularia plantaginis är en svampart som beskrevs av Sacc. & Berl. 1884. Ramularia plantaginis ingår i släktet Ramularia och familjen Mycosphaerellaceae.   Inga underarter finns listade i Catalogue of Life.